# Ohníč
Ohníč là một làng thuộc huyện Teplice, vùng Ústecký, Cộng hòa Séc.